# Ahmad Al-Nawaf Al-Ahmad Al-Jaber Al-Sabah
Ahmad Al-Nawaf Al-Ahmad Al-Jaber Al-Sabah (în arabă الشيخ أحمد النواف الأحمد الصباح; n. 1956, Kuweit, Kuweit) este un politician și ofițer militar kuweitian, care a ocupat funcția de prim-ministru al Kuweitului în perioada 24 iulie 2022 – 20 decembrie 2023, data demisiei sale. Este fiul cel mare al regretatului Nawaf Al-Ahmad Al-Jaber Al-Sabah, fostul emir al Kuweitului.

## Prim-ministru
La 24 iulie 2022, prințul moștenitor al Kuweitului, Mishal Al-Ahmad Al-Jaber Al-Sabah, a emis un decret emirian prin care i-a încredințat lui Ahmad Al-Nawaf Al-Ahmad Al-Jaber Al-Sabah funcția de prim-ministru și sarcina de a forma cel de-al patruzecilea guvern din istoria Kuweitului. Decretul privind formarea guvernului a fost emis la 1 august 2022. La 20 decembrie 2023, acesta a înaintat demisia cabinetului său, în calitate de prim-ministru, noului emir succesor, Mishal Al Sabah.

## Controverse
Ahmad Al-Nawaf Al-Ahmad Al-Jaber Al-Sabah a fost numit în funcția de prim-ministru în timpul domniei tatălui său, Emirul Sheikh Nawaf Al Ahmad Al Sabah, într-un context de blocaj politic în Kuweit și rivalitate intensă privind succesiunea între membrii noii generații ai familiei conducătoare. Considerat un pretendent din afara opțiunilor tradiționale pentru poziția de prinț moștenitor, mandatul său a fost marcat de mai multe controverse, generate în principal de metodele utilizate pentru a-și consolida puterea în cadrul scenei politice kuweitiene. Aceste strategii au inclus: ingerințe în actul de justiție, urmărirea penală a adversarilor politici sub acuzația de corupție, exercitarea unei influențe semnificative asupra Curții Emiriale conduse de tatăl său, Emirul Nawaf Al Ahmad, în special în ultima perioadă a vieții acestuia – influență utilizată pentru a emite grațieri în favoarea susținătorilor săi – precum și realizarea unor schimbări ample de personal în diverse sectoare guvernamentale, cu scopul de a cultiva alianțe atât în cadrul familiei conducătoare, cât și în Parlament. Un aspect notabil al mandatului său a fost numirea controversată a vărului și aliatului său politic apropiat, Ahmad Al Fahad Al Sabah – care avea antecedente penale pentru fraudă – în funcția de ministru al Apărării.
La 20 decembrie 2023, într-un discurs adresat Parlamentului după decesul emirului Sheikh Nawaf Al Ahmad, noul emir, Sheikh Mishal Al Ahmad Al Sabah, a calificat acțiunile lui Ahmad Al Nawaf drept un „sabotaj sistematic” al instituțiilor statului în beneficiul propriu. În aceeași zi, Ahmad Al Nawaf și-a prezentat demisia din funcția de prim-ministru, continuând să exercite atribuțiile în regim interimar până la depunerea jurământului de către succesorul său, Sheikh Mohammad Sabah Al-Salem Al-Sabah, la 17 ianuarie 2024.

### Ingerințe în actul de justiție
La 19 martie 2023, Curtea Constituțională a Kuweitului a declarat nule alegerile parlamentare din 2022, reinstalând Adunarea Națională aleasă în 2020. Decizia a fost luată în urma dizolvării neconstituționale a legislativului din 2020, survenită în 2022, dizolvare justificată prin afirmațiile prim-ministrului Ahmad Al Nawaf privind lipsa de cooperare, în ciuda faptului că acesta nu participase la nicio sesiune a respectivului Parlament.
La scurt timp după hotărârea Curții, șeful cabinetului prim-ministrului l-a convocat pe judecătorul Mohammad bin Naji, președintele Curții Constituționale, solicitându-i demisia în numele așa-numitei „conduceri politice”. Judecătorul bin Naji și-a înaintat demisia, dar Consiliul Suprem al Magistraturii a refuzat-o, considerând-o o dovadă a ingerinței executivului în activitatea puterii judecătorești. Bin Naji și-a depus din nou demisia, care a fost acceptată de Consiliul Suprem două săptămâni mai târziu.
La 6 aprilie 2023, Marzouq Al-Ghanim, președintele Parlamentului, și Obaid Al-Wasmi, președintele comisiei legislative, au organizat o conferință de presă. Al-Ghanim l-a criticat dur pe prim-ministrul Ahmad Al Nawaf pentru interferențele sale în sistemul judiciar, acuzându-l de presiuni asupra președintelui Curții Constituționale și catalogându-l drept o „amenințare pentru Kuweit”. De asemenea, el a subliniat necesitatea ca Ahmad Al Nawaf să depună jurământul constituțional în fața Parlamentului pentru a-și începe în mod oficial mandatul, evidențiind astfel principiul separației puterilor în stat.

### Grațieri selective
În timpul mandatului lui Ahmad Al-Nawaf Al-Ahmad Al-Jaber Al-Sabah, administrația acestuia a fost caracterizată prin acordarea unor grațieri selective, menite strategic să consolideze alianțele sale politice. Aceste grațieri controversate, emise la sfârșitul lunii noiembrie 2023, au coincis în mod semnificativ cu ultimele săptămâni din viața tatălui său, emirul Nawaf Al Ahmad Al Sabah, perioadă în care Ahmad Al Nawaf a exercitat o influență considerabilă în cadrul Curții Emiriale pentru a obține aceste decizii. Grațierile au fost de asemenea temporizate strategic cu doar câteva zile înainte de audierea sa parlamentară de către deputatul Muhalhal Al-Mudhaf.
Grațierile au fost, în general, acordate persoanelor care și-au exprimat sprijinul politic față de Ahmad Al Nawaf. De exemplu, Abdullah Al-Saleh, un YouTuber stabilit la Londra, cunoscut pentru susținerea candidaturii lui Ahmad Al Nawaf la poziția de prinț moștenitor, a beneficiat de o astfel de grațiere. Pentru a-și asigura sprijinul tribului Mutair în perspectiva audierii parlamentare, Ahmad Al Nawaf a grațiat membri ai tribului care fuseseră încarcerați pentru organizarea unui scrutin tribal ilegal. Într-un gest similar, pentru a câștiga sprijinul comunității șiite, a fost grațiat liderul unei celule teroriste Hezbollah, condamnat la închisoare pe viață pentru depozitarea de arme pe proprietatea sa. De asemenea, pentru a atrage de partea sa deputați tribali și salafiști, Ahmad Al Nawaf l-a grațiat pe Shafi Sultan al-Ajmi, desemnat oficial ca terorist global de către autoritățile internaționale.
În plus, Ahmad Al Nawaf l-a grațiat pe Athbi Al Fahad, vărul său prim și aliat politic, fost șef al securității statului, anterior condamnat pentru organizarea unei campanii de dezinformare cunoscută sub numele de „incidentul Fintas”, menită să incite la insurecție. Aceste grațieri au evidențiat în mod clar un tipar de exploatare a stării de sănătate precare și a autorității în declin a tatălui său pentru a influența dinamica politică și alianțele parlamentare din Kuweit, ridicând semne de întrebare majore cu privire la motivațiile acestor decizii. După demisia lui Ahmad Al Nawaf, survenită în urma decesului tatălui său, Emirul Nawaf Al Ahmad Al-Sabah, la 16 decembrie 2023, noul emir, Sheikh Mishal Al Ahmad Al-Sabah, a condamnat public utilizarea acestor grațieri selective de către fostul prim-ministru.